# Antonio Francesco Olivero
Pour les articles homonymes, voir Olivero.
Antonio Francesco Olivero, né en 1794 et mort en 1856, est un ingénieur militaire Piémontais du XIXe siècle.

## Biographie
Antonio Francesco Olivero est en partie responsable, avec Giuseppe Rana, du fort de l’Esseillon et du fort d'Exilles ; il dessine en 1828 le nouveau fort de Bard.

## Source
- Mario Vigano, « La fortification sardo-piémontaise dans les Alpes, XVIIIe et XIXe siècles », Vauban et ses successeurs dans les Alpes de Haute-Provence, Association Vauban et Amis des forts Vauban de Colmars, Paris, 1992, p 27-32